# Wolfram Steinbeck (Philosoph)
Wolfram Ernst Georg Steinbeck (geboren 14. März 1905 in Erfurt; gestorben 24. November 1988 in Hagen) war ein deutscher Philosoph. 

## Leben
Wolfram Steinbeck war ein Sohn des evangelischen Pfarrers Johannes Steinbeck. Er studierte ab 1925 in Greifswald und Breslau Philosophie, Germanistik und Anglistik und wurde 1929 mit der Dissertation über die englischen Aufklärer promoviert. Er machte den Referendardienst und wurde 1932 zunächst einmal arbeitslos. Steinbeck trat 1931 dem „Schlesischen Landschutz“, der 1933 in die SA übernommen wurde, und 1932 der NSDAP bei (Mitgliedsnummer 1.471.512). Er war Unterführer im NS-Dozentenbund.
Steinbeck wurde Ostern 1933 Studienassessor in Reichenbach/O.L. und 1934 Wissenschaftlicher Assistent bei Alfred Baeumler am Institut für Pädagogik der Universität Berlin. 1937 erhielt er ein Habilitationsstipendium des Reichserziehungsministeriums und begann im Rang eines Hilfsstellenleiters im Amt Wissenschaft des Amts Rosenberg zu arbeiten. Er habilitierte 1938 über Johann Gottlieb Fichte. Im Jahr 1940 wurde er als nationalsozialistischer Philosoph von der Universität Graz mit der Vertretung der Lehrkanzel des 1937 emeritierten Carl Siegel  beauftragt, lehrte aber nur ein Trimester, da er ab Juni 1941 freiwillig im Rang eines Leutnants Wehrdienst leistete. Er wurde am 30. Januar 1945, noch vor Ende des Zweiten Weltkriegs, zum außerordentlichen Professor ernannt. In der „Übersicht über die weltanschaulich-politische Haltung der Philosophieprofessoren auf den Universitäten in Deutschland“ wurde er 1942 vom Berliner SD-Leitabschnitt als „weltanschaulich überzeugter Nationalsozialist“ und aktives Mitglied des NS-Dozentenbundes beurteilt. 
Nach Kriegsende wurde er im September 1945 in Graz als Reichsdeutscher außer Dienst gestellt. Steinbeck kam als Studienrat für Deutsch und Englisch am Albrecht-Dürer-Gymnasium in Hagen unter.

## Schriften (Auswahl)
- Zum Problem der Bildung in der Philosophie der englischen Aufklärung. Berlin : Junker und Dünnhaupt, 1930
- Das Bild des Menschen in der Philosophie Johann Gottlieb Fichtes : Untersuchungen über Persönlichkeit und Nation. München : Hoheneichen (Eher), 1939
- Johann Gottlieb Fichte: Politik und Weltanschauung : sein Kampf um die Freiheit in einer Auswahl aus seinen Schriften. Dargestellt von Wolfram Steinbeck. Stuttgart: Kröner, 1941